# Uenoa parva
Uenoa parva är en nattsländeart som först beskrevs av Martin E. Mosely 1939.  Uenoa parva ingår i släktet Uenoa och familjen Uenoidae. Inga underarter finns listade i Catalogue of Life.